# فرودگاه شیخ لاربی تبسی
فرودگاه شیخ لاربی تبسی (به انگلیسی: Cheikh Larbi Tébessi Airport) یک فرودگاه همگانی با کد یاتا TEE است که یک باند فرود آسفالت دارد و طول باند آن ۳۰۰۰ متر است. این فرودگاه در کشور الجزایر قرار دارد و در ارتفاع ۸۱۱ متری از سطح دریا واقع شده‌است.